# Thornton (ort i Australien)
Thornton är en ort i Australien. Den ligger i kommunen Lockyer Valley och delstaten Queensland, omkring 74 kilometer sydväst om delstatshuvudstaden Brisbane. Antalet invånare är 420.
Runt Thornton är det mycket glesbefolkat, med 5 invånare per kvadratkilometer.. Det finns inga andra samhällen i närheten. 
I omgivningarna runt Thornton växer huvudsakligen savannskog. Genomsnittlig årsnederbörd är 1 104 millimeter. Den regnigaste månaden är januari, med i genomsnitt 229 mm nederbörd, och den torraste är augusti, med 34 mm nederbörd.